# René Petit
René Petit de Ory (8 de outubro de 1899 – 14 de outubro de 1989), foi um futebolista e também um engenheiro francês. Ele jogou no Real Madrid e Real Unión de Irún e ganhou quatro Copa do Rei. Ele foi convocado duas vezes para a Seleção Francesa de Futebol e foi semifinalista dos Jogos Olímpicos de 1920.

## Biografia
René Petit era filho de um engenheiro francês que foi o responsável por uma empresa ferroviária no norte de Espanha. Aos 12 anos, mudou-se para Madrid e iniciou, junto com seu irmão Jean, nas equipes de base do Real Madrid.

### Real Madrid
Em 1916, ele chegou à final da Copa da Espanha, mas o Real foi derrotado pelo Athletic Bilbao. No ano seguinte, aos 18 anos, ele chegou à final da Copa da Espanha contra o Arenas Club de Getxo. Ele marcou o gol de empate aos 85 minutos depois de atravessar  o campo e driblar toda a defesa adversária, e sua equipe ganhou na prorrogação. Com a camisa do Real Madrid ele jogou 29 jogos, registrou 13 gols e ganhou duas edições do Campeonato Espanhol, em 1916 e 1917.

### Real Union Irun
Em 1917, Petit foi transferido para o  Real Unión de Irún. Em 1918, ele novamente chegou à final da Copa da Espanha e venceu sua ex-equipe, o Real Madrid, por 2-0.

### SBUC e a Seleção Francesa
Em 1918, ele voltou para a França para prestar o serviço militar. Petit não foi recrutado para combate na Primeira Guerra Mundial, ao contrário de seu irmão Jean que sofreu uma grave lesão que o fez terminar sua carreira no futebol.
Ele passou apenas duas temporadas na França, sob a bandeira do Stade Bordelais Université Club, de 1918 a 1920. Durante sua passagem pelo Stade Bordelais, foi convocado para Seleção Francesa para os Jogos Olímpicos de 1920. 

### Volta ao Real Union Irun
Em 1920, Petit retornou à Espanha, novamente para o Real Unión de Irún, onde jogou até 1934 e encerrou sua carreira.

### Petit, engenheiro
René Petit terminou seus estudos em 1924. Após a graduação, trabalhou em muitos projetos em Hondarribia e Irun. Mais tarde, juntou-se a Confederação Hidrográfica do Rio Ebro e trabalhou na barragem do Lago Yesa, considerado o trabalho de sua vida. Sua atividade foi encerrada um pouco antes da Guerra Civil Espanhola. No início da guerra, Petit foi brevemente exilado para França. Após a guerra, ele trabalhou em muitos projetos, como a reconstrução da ponte de Arenal em Bilbao e a barragem do Ebro. Em seguida, continuou e completou o projeto da barragem do Lago Yesa, uma das mais importantes obras hidráulicas de Aragão e Navarra. Seu nome foi dado a uma das principais ruas da cidade de Yesa.
Depois de finalizar a obra, em 1959, Petit foi premiado com o Chefe de Obras Públicas de Guipúzcoa, onde permaneceu até sua aposentadoria, em 1969.
Ele mudou-se para Hondarribia e recebeu a Grã-Cruz da Ordem de Mérito Civil, quando morreu em 1989, com a idade de 90 anos.

## Prêmios
- Copa do Rei: 1917 com Real Madrid ; 1918, 1924 e 1927, com o Real Unión de Irún
- Finalista da Copa do Rei: 1916 com Real Madrid e 1922, com o Real Unión de Irún
- Campeão de Guipúzcoa: 1920, 1921, 1922, 1924, 1926, 1928, 1930 e 1931 com o Real Unión de Irún
- Campeão Regional-Centro: 1916 e 1917 com o Real Madrid
- Semifinalista dos Jogos Olímpicos de 1920 com a Seleção Francesa de Futebol